# Jerry Voorhis
Horace Jeremiah Voorhis dit Jerry  Voorhis, né le 6 avril 1901 à Ottawa, au Kansas (États-Unis) et décédé le 11 septembre 1984, en Californie est un homme politique américain.

## Biographie
D'abord membre du petit Parti socialiste américain, il s'engage ensuite aux côtés d'Upton Sinclair et de Robert Heinlein dans le mouvement EPIC, d'inspiration autogestionnaire. Élu à la Chambre des représentants des États-Unis en 1936, après l'intégration d'EPIC dans le Parti démocrate, il y est quatre fois réélu, avant d'être battu en 1946 par un jeune républicain, Richard Nixon, au terme d'une campagne très dure.
Au cours de cette décennie, il incarne au Congrès l'aile gauche du Parti démocrate, et est plusieurs fois élu par ses pairs « député le plus travailleur de la Chambre ». Immédiatement après le bombardement d'Hiroshima, il dépose deux projets de loi visant à un contrôle supranational des armes nucléaires, et joue un rôle important, en liaison avec Robert Heinlein, dans l'affrontement politique autour de cette question en 1945-1946.